# Essence of Mind

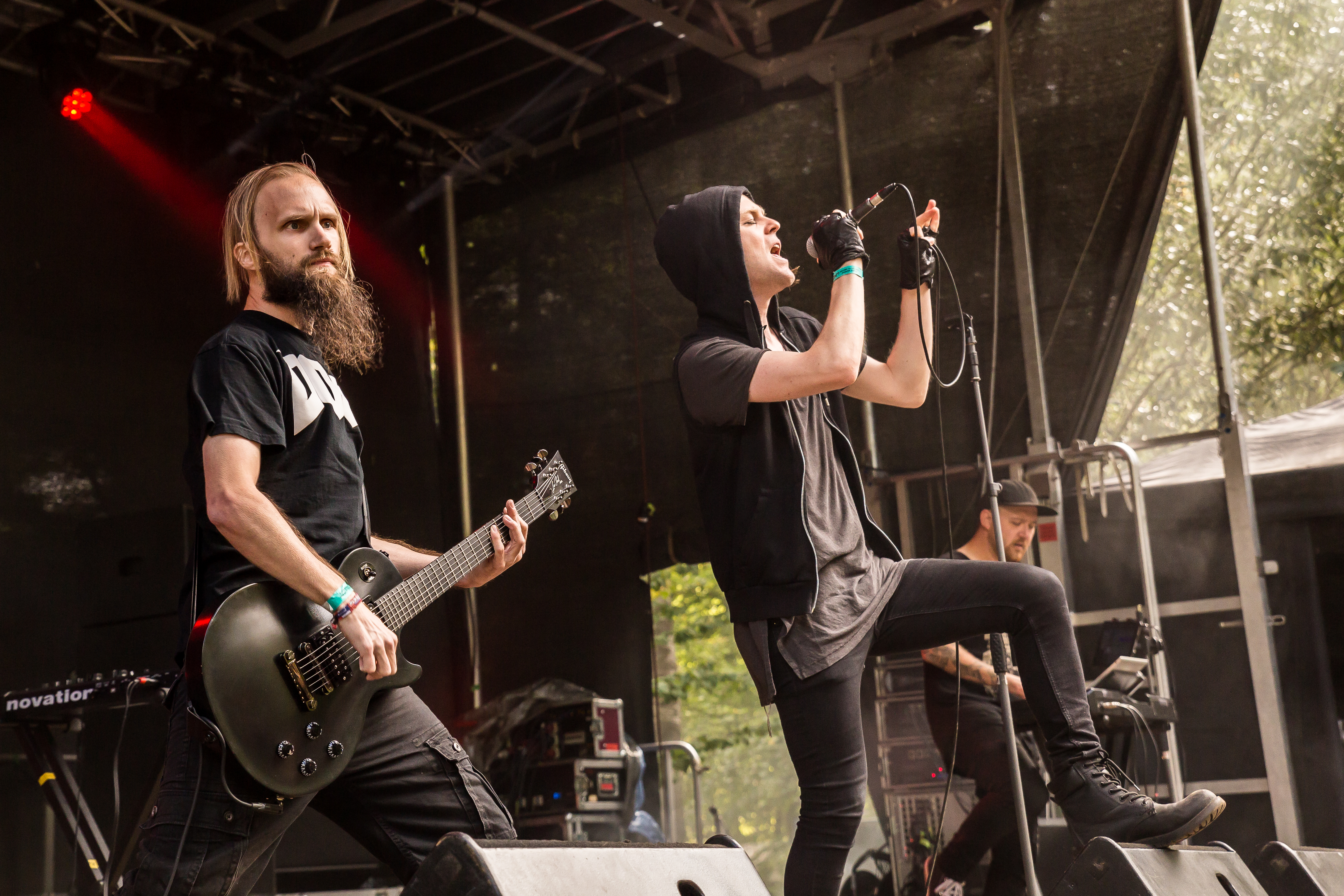
Essence Of Mind (2017)

Essence of Mind ist eine norwegische Electro-Rock-Band, die im Frühjahr 2006 gegründet wurde. Sie greift auf Elemente des Elektro-Genres zurück und experimentiert auch mit verschiedenen Musikstilen. Die Musik ist teilweise von Stilen wie Nu Metal, Industrial, Drum 'n' Bass, EDM und Dubstep inspiriert. Essence of Mind steht bei dem belgischen Plattenlabel Alfa-Matrix unter Vertrag.

## Bandgeschichte
Im Frühjahr 2006 gründeten Erlend Eilertsen und Kyrre Goksøyr die Band Essence of Mind. Das Debüt-Album Insurrection erschien im Mai 2008. Noch vor dem zweiten Album entschloss sich Kyrre, aus beruflichen Gründen aus der Band auszusteigen. Jedoch entstand das Lied „Broken“ auf dem Try and Fail-Album unter seiner Mitwirkung.
Essence of Mind absolvierten bereits zahlreiche Live-Auftritte in Europa. 2009 gingen sie als Vorband mit der norwegischen Synth-Rock-Band Zeromancer auf die Sinners International Tour 2009 und unterstützten Apoptygma Berzerk bei einem Konzert im norwegischen Horten. Im Februar 2014 bekamen sie erneut die Gelegenheit, Apoptygma Berzerk als Vorband bei drei Konzerten in Deutschland zu begleiten. Vom 28. April bis zum 7. Mai 2017 ging die Band auf ihre erste eigene Deutschlandtour „Beyond Love - After the Break Up - Tour“. Zusammen mit ihrer Vorband Alienare trat sie in acht deutschen Städten auf.
Zudem konnten sie Erfahrungen bei Musikfestivals sammeln. Im Herbst 2009 traten sie beim RECession Festival im dänischen Aarhus auf. Beim Elektrostat, Norwegens größtem Festival für alternative elektronische Musik, spielten Essence of Mind bereits dreimal. Ihr erster Auftritt fand im Jahr 2007 statt und wurde von zwei Auftritten in 2010 (16. Mai und 2. Oktober) gefolgt. Am 19. Juli 2015 ging es zum Castle Party Festival nach Bolków in Polen. 2016 präsentierten sich EOM am 13. und 14. August auf dem schwedischen Subkultfestivalen (in Trollhättan) und dem M’era Luna Festival im deutschen Hildesheim. Für Oktober 2016 standen sie im Line-Up des Autumn Moon Festivals in Hameln.
Die beiden Musikmagazine Sonic Seducer und Zillo befassten sich bereits mit Essence of Mind und nahmen sie auf ihre Beileger-CDs auf.
Das Album Try and Fail schaffte es Anfang 2010 acht Wochen in Folge in die Top 10 der DAC (Deutsche Alternative Charts).

### Bandmitglieder
- Erlend Eilertsen – Musik, Texte, Gesang, Keyboard, Produktion (Gründer)
- Christian Paulsen – Gitarre, Bass
- Hasse Mattsson – zusätzliche Programmierung, live Keyboard

ehemalige Besetzungen:
- Kyrre – Texte, Keyboard
- Christian – Keyboard
- Kristian – Drums

## Diskografie
Musik von Essence of Mind ist auf CD und als Download erhältlich.

### Studioalben
- 2008 – Insurrection limited Edition (Doppel-CD)
- 2008 – Insurrection (CD)
- 2009 – Try and Fail limited Edition (Doppel-CD)
- 2009 – Try and Fail (CD)
- 2012 – Indifference limited Edition (Doppel-CD)
- 2012 – Indifference (CD)
- 2015 – The Break Up! (CD)

### EPs
- 2008 – Watch Out (CD)
- 2012 – In the Night (digital)
- 2013 – Escape (digital)
- 2014 – Hate (digital)
- 2014 – Wrong (digital)
- 2016 – After The Break Up (digital)

### Compilations
- Elektrostat 07 – Elektrostat
- Endzeit Bunkertracks act3 (07) – Alfa-Matrix
- Machines Against Hunger (08) – Sigsaly Transmissions
- Cryonica Tanz5 (08) – Cryonica Music
- Die Zillo-CD 05/2008 – Zillo
- Extreme Sündenfall 7 (08) – Upscene
- Re:connected [3.0](08) – Alfa-Matrix
- Endzeit Bunkertracks [act IV](09) – Alfa Matrix
- Alfa Matrix re:covered – a tribute to Depeche Mode 2CD (09) – Alfa Matrix
- Extreme Clubhits 12 (09) – Upscene
- Gothic Lifestyle 2 (09) – Gothic Lifestyle
- Sonic Seducer vol 101 (09) – Sonic Seducer
- Gothic Compilation 46 – Indigo
- Gothic Spirits 11 – INDIEtective
- Asia Matrix non stop mix by DJ Taiki – Deathwatch Asia
- Electronic Body Matrix1 (11) – Alfa Matrix
- Matrix Downloaded 003 (14) – Alfa Matrix
- Sonic Seducer 2014-04 – Sonic Seducer
- A Strange Play - An Alfa Matrix Tribute to The Cure (14) – Alfa Matrix
- Matrix Downloaded 005 (15) – Alfa Matrix
- Face the Beat Session 3 (15) – Side-Line Magazine

### Cover
- Strangelove – Depeche Mode
- Burn – The Cure

### Remixe
- Apoptygma Berzerk – Shadow (Essence of Mind remix)
- Code 64 – Higher Ground (Essence of Mind remix)
- Diffuzion – Delicious (Essence of Mind remix)
- Junksista – Life is unfair (and love is a bitch) (Essence of Mind remix)
- Junksista – Paranoid (Essence of Mind remix)
- Kant Kino – My Sweetest Crime (Essence of Mind remix)
- Kant Kino – Red Rain (Essence of Mind remix)
- Krystal System – Slice (Essence of Mind remix)
- Leather Strip – State of Mind Control (Essence of Mind remix)
- Left Spine Down – Policy of Hypocrisy (Essence of Mind remix)
- Malakwa – Monster (Essence of Mind remix)
- Nitzer Ebb – Once You Say (Essence of Mind remix)
- Psy’aviah – Anger Management (Essence of Mind Remix)
- Psy’aviah – Tired (Essence of Mind remix)
- Star Industry – Crush (Essence of Mind remix)
- Unter Null – Moving on (Essence of Mind remix)

### Videos
- Indifference
- Escape
- Wrong
- After The Break Up